# Horatio Nelson
Horatio Nelson  (naslovi: vojvoda Bronte, baron Nilski in Burnhamsko-Thorpski), angleški admiral, * 1758, Burnham Thorpe (Norfolk, Anglija), † 1805, bitka pri Trafalgarju.

## Življenje
Horatio Nelson je bil pastorjev sin. Z 12 leti je že služil v Kraljevi mornarici. Leta 1777 je postal poročnik. Do 1794 je sodeloval v akcijah pri Korziki in tedaj izgubil desno oko, 1796 je napredoval v komodorja. Sodeloval je v zmagoviti pomorski bitki proti Špancem in Francozom pri rtu São Vincente februarja 1797 in bil povišan v kontraadmirala. Poleti 1797 je zaman poskušal zasesti Santa Cruz de Tenerife in pri tem izgubil desno roko. Avgusta leta 1798 je premagal francosko ladjevje v bitki na Nilu v zalivu Abukir ob egipčanski obali in bil povzdignjen v barona.
Do 1800 je v Neaplju na oblasti spet utrdil rodbino Bourbonov. Leta 1801 je postal viceadmiral, 1803 pa poveljnik britanskega ladjevja v Sredozemskem morju, na admiralski ladji HMS Victory. Dve leti je blokiral pomembno francosko pristanišče v Toulonu. V pomorski bitki pri Trafalgarju je 21. oktobra 1805 odločilno premagal špansko - francosko ladjevje in s tem za vedno odstranil nevarnost francoske invazije v Anglijo ter potrdil britansko prevlado na svetovnih morjih. 
V bitki pri Trafalgarju je bil smrtno ranjen. V zasebnem življenju je znana njegova dolgoletna ljubezenska zveza z lady E. Hamilton.
- Bitka na Nilu (1798), avtor Thomas Luny, 1834
- Admiral Nelson ranjen pri Tenerifu, avtor Richard Westall, 1806
- Bitka pri Trafalgarju, avtor Nicholas Pocock, 19. stoletje